# Run (singel Smolika i Keva Foxa)
Run – pierwsza piosenka i pierwszy singel z albumu Smolik / Kev Fox autorstwa duetu: polskiego producenta muzycznego Andrzeja Smolika i brytyjskiego muzyka mieszkającego w Polsce, Keva Foxa. Singel został wydany 6 maja 2015 przez Kayax. Jego cyfrowa premiera odbyła się i radiowa promocja rozpoczęła się 11 maja 2015, a remiksu (Rawski & iRobot Remix) – 23 listopada 2015.

## Notowania
- Lista Przebojów Trójki: 22[5]